# ستاندرد بريد
ستاندرد بريد (Standardbreds) هي سلالة من الأحصنة تشتهر بقدرتها على السباق بـعربات الخيول أثناء الخبب أو العدو بدلاً من السرج أثناء الرمح. وقد أصبحت هذه السلالة التي تطورت في أمريكا الشمالية معروفة الآن في جميع أنحاء العالم بقدرتها على السباق بعربات الخيول. وهي خيول قوية متينة البنية ذات سمات جيدة وتستخدم أيضًا تحت السرج في مجموعة متنوعة من أنشطة الفروسية، وخاصة في الإقليم الأوسط الشمالي الشرقي وشرقي الولايات المتحدة.

## تاريخ السلالة

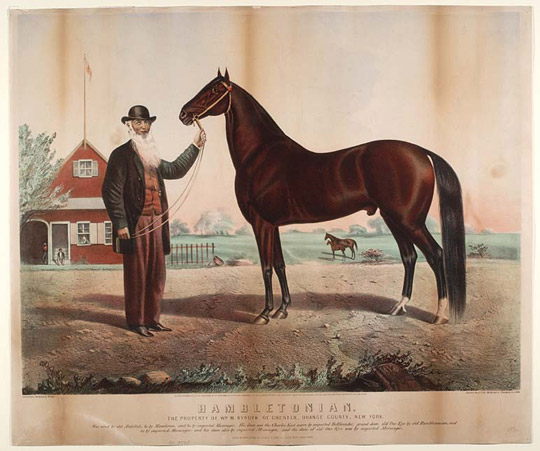
هامبليتونيان 10

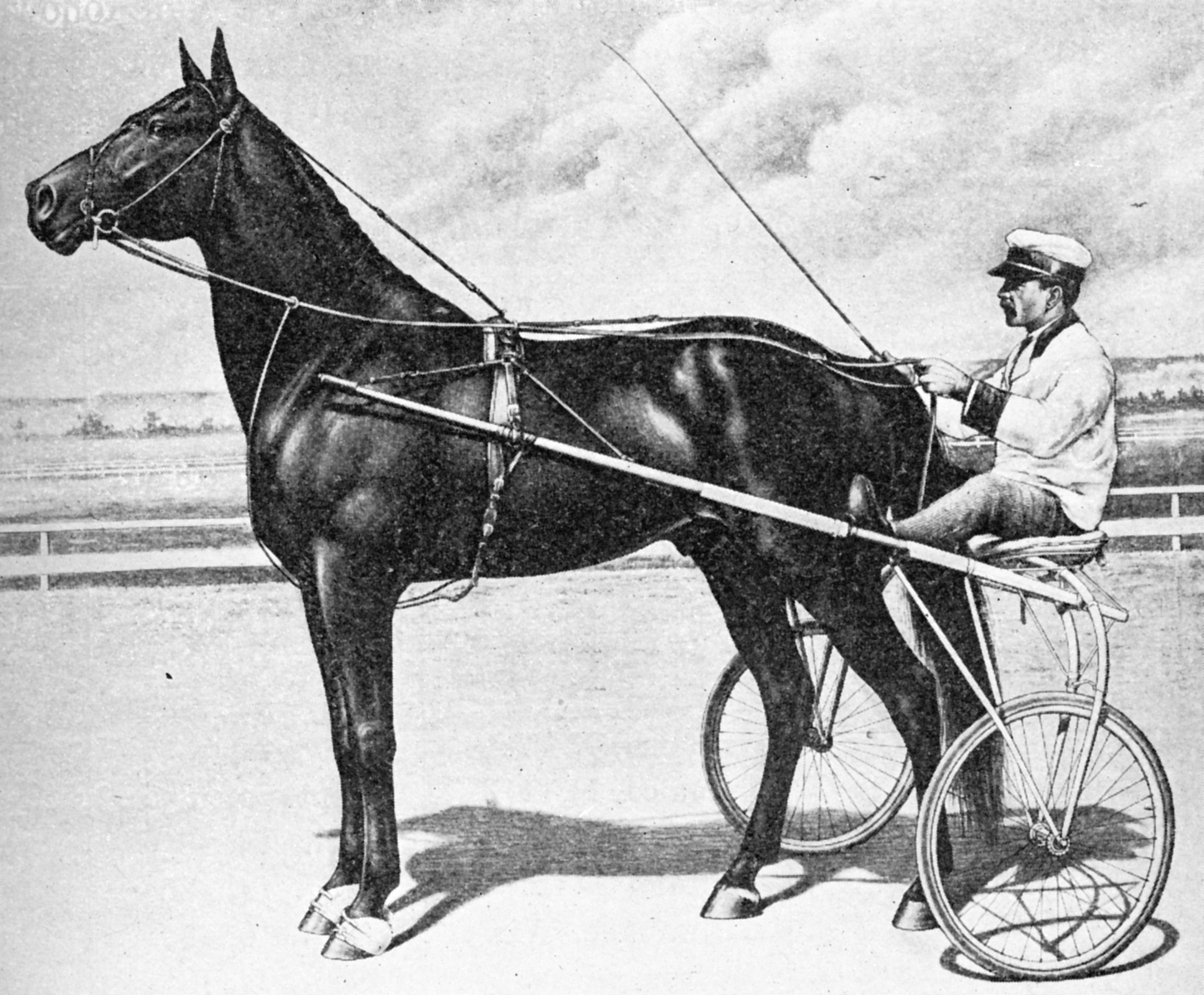
دان باتش (Dan Patch)، ذكر حصان بارز من سلالة ستاندرد بريد، عام 1900

في القرن السابع عشر، كانت تقام أولى سباقات الخبب في الأمريكتين، وعادة ما كان يتم ذلك في المزارع على خيول ذات سرج. ومع ذلك، بحلول منتصف القرن الثامن عشر، كانت سباقات الخبب تقام في حلبات رسمية باستخدام خيول ترتدي طقم الحصان. ومن بين السلالات التي ساهمت في تكوين المخزون التأسيسي لسلالة ستاندرد بريد ناراجانسيت بايسر (Narragansett Pacer) وكانيدين بايسر (Canadian Pacer) وخيول ثوروبريد (Thoroughbred) ونورفوك تروتير (Norfolk Trotter) وبرذون (Hackney) ومورجان (Morgan). اختار المربون الأنساب التي تنتج أسرع الخيول، وكان أحد أبرز ذكور الأحصنة هو فحل خيول ثوروبريد الذي يُطلق عليه اسم ماسنجر (Messenger) والذي تم تصديره إلى الولايات المتحدة في عام 1788. وقد تمت تربية ماسنجر على السباق على الأراضي المنبسطة، ولكن نسبه يحمل دم سلالة نورفوك روودستر (Norfolk Roadster)، شأنه في ذلك شأن الكثير من خيول ثوروبريد الأولى.
وقد تزاوج بالعديد من مهرات ثوروبريد، وسريعًا ما تم اكتشاف أن لديه القدرة على إنجاب أحصنة خببية جيدة. ولد سليل الحصان ماسنجر، وهو الأسطورة هامبليتونيان 10 (Hambletonian 10) والمعروف أيضًا باسم ريسديك هامبليتونيان (Rysdyk's Hambletonian) في عام 1849. وقد تم بيعه حيث اعتقد مالكوه أنه عديم القيمة، إلا أنه أصبح واحدًا من أكثر ذكور خيول ثوروبريد خصوبةً، والآن يعود إليه أصل جميع أحصنة سباقات الخبب والعدو تقريبًا. وقد أنجب هذا الحصان 1335 مولودًا بين عامي 1851 و1875. وهناك ذكر آخر مؤثر من سلالة خيول ثوروبريد وهو الحصان دايوميد (Diomed) وولد في عام 1777. وعندما بدأت رياضة الفروسية تنال شعبية، زاد الاستيلاد الانتقائي لإنجاب أحصنة سباق عربات الخيول الخببية الأكثر سرعة.
تم استخدام اسم «ستاندرد بريد» رسميًا لأول مرة في عام 1879، وأطلق عليه هذا الاسم لأنه لكي يتم تسجيل أي حصان من سلالة ستاندرد بريد، كان يجب أن يكون قادرًا على الخبب لمسافة ميل خلال مدة قياسية أو «ستاندرد» تبلغ دقيقتين وثلاثين ثانية. وتستطيع الكثير من خيول ستاندرد بريد الآن أن تتسابق بسرعة أكبر من هذه المدة القياسية الأصلية، ويعدو العديد منها لمسافة ميل خلال دقيقة واحدة و50 ثانية، والخيول الخببية أبطأ من خيول العدو بثوانٍ قليلة. وتختلف الأنساب الموجودة في الخيول الخببية اختلافًا طفيفًا عن تلك الموجودة في الخيول العداءة، على الرغم من أن كليهما يعود أصله إلى الحصان هامبليتونيان 10.
تكون سجل الأنساب لسلالة ستاندرد بريد في الولايات المتحدة في عام 1879 بواسطة الجمعية الوطنية لمربيي الخيول الخببية (National Association of Trotting Horse Breeders).

## خصائص السلالة

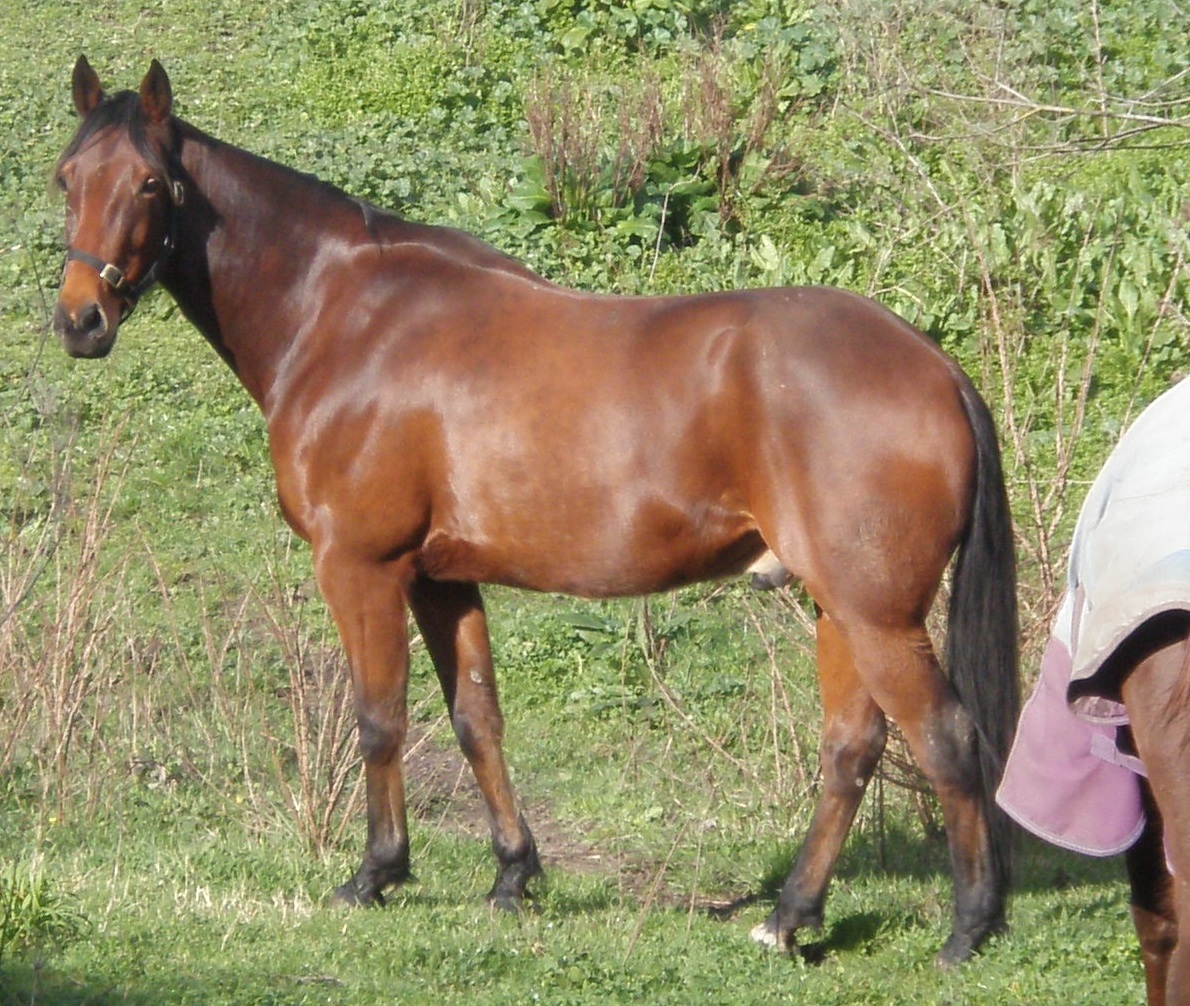
بنية سلالة ستاندرد بريد أثقل من بنية سلالة ثوروبريد، إلا أنها لا تزال تتسم بالجودة والنقاء

وتميل خيول ستاندرد بريد إلى أن تكون أقوى عضليًا وأطول جسمًا من خيول ثوروبريد. كما أنها تتصف بقدر أكبر من سمات الهدوء ورباطة الجأش بما يتناسب مع كونها خيولاً تتطلب سباقاتها قدرًا أكبر من الإستراتيجية وتغيير السرعة من سباقات خيول ثوروبريد. وتعتبر خيول ستاندرد بريد مكيفة للتعامل مع الأشخاص ويسهل تدريبها.
وبوجه عام، هذه الخيول أثقل في البنية نوعًا ما من أبناء عمومتها من سلالة ثوروبريد، إلا أنها تمتاز بأرجل صلبة وراقية وأكتاف وأجزاء خلفية قوية. وتتسم خيول ستاندرد بريد بنطاق واسع من الارتفاعات التي تتراوح بين 14 و17 شبرًا، على الرغم من أن ارتفاع معظمها يتراوح بين 15 و16 شبرًا. وغالبًا ما يكون لونها كستنائيًا غامقًا أو اللون الأغمق من الكستنائي وهو «البني»، ومع ذلك فإن الألوان الأخرى مثل الكستنائي والأسود شائعة أيضًا. كما توجد أيضًا خيول رمادية وغبراء. ويظهر النموذج المبقع (tobiano) في بعض الخيول التي تتم تربيتها في نيوزيلندا.
يتراوح وزن حصان ستاندرد بريد في العادة بين 408 و544 كيلوجرامًا، ويتسم رأسه بالنقاء والاستقامة واتساع الجبهة وبوجود فتحات أنف كبيرة وفم مسطح. جسم حصان ستاندرد بريد العادي طويل وذيله محدد الشكل والملامح ويتميز بأكتاف قوية وعضلات طويلة وثقيلة مما يساعده على القيام بخطوات واسعة طويلة. أما عنق الحصان ستاندرد بريد فهو مفتول العضلات مع وجود تقوس بسيط به وطوله متوسط إلى طويل. أما الأرجل فهي مفتولة العضلات وقوية وتحتوي على عضلات داخل الأرجل وخارجها، والحوافر قوية ومتينة جدًا بشكل عام.
هناك نوعان أساسيان: الخيول الخببية والخيول العداءة. وكما تشير أسماؤها، فإن المشية المفضلة في السباق للخيول الخببية هي الخبب، حيث تتحرك الأرجل الأمامية للخيول بشكل زوجي قطري، وعندما تتحرك الرجل الأمامية اليمنى إلى الأمام تتحرك الرجل الخلفية اليسرى إلى الأمام أيضًا، والعكس صحيح. أما العدو فهي مشية جانبية تقوم على ضربتين وتتحرك فيها الأرجل الأمامية للخيول العداءة بشكل منسجم مع الأرجل الخلفية الموجودة على نفس الجانب.
إلا أن هذه السلالة تستطيع أيضًا أداء جميع أنواع مشيات الخيل بما في ذلك الجري المعتدل، كما يمكن إعادة تدريب الخيول العداءة لتقوم بالخبب. واتضح أن السبب في ذلك يرجع إلى طفرة نقطية واحدة في الجين DMRT3، وهو ما يُعبر عنه في صورة 16 قسمًا فرعيًا من الخلايا العصبية للنخاع الشوكي وتتحمل هذه المنطقة مسؤولية تنسيق الشبكة الحركية التي تتحكم في حركات الأطراف. تتسبب الطفرة النقطية في إنهاء مبكر للجين من خلال ترميزه برامزة إيقاف، ومن ثم تغيير وظيفة عامل الاستنساخ هذا.

## الاستخدامات
تُعرف خيول ستاندرد بريد بمهارتها في سباقات عربات الخيول، حيث إنها أسرع خيول خببية في العالم. ونظرًا لسرعتها، غالبًا ما يتم استخدام خيول ستاندرد بريد في الارتقاء بسلالات خيول سباق العربات في جميع أنحاء العالم مثل أورلوف تروتر (Orlov Trotter) وفرنش تروتر (French Trotter)
تُقام السباقات لكل من الخيول الخببية والعداءة في أستراليا وكندا ونيوزيلندا والمملكة المتحدة والولايات المتحدة. وفي قارة أوروبا، تعقد جميع سباقات عربات الخيول بين الخيول الخببية.

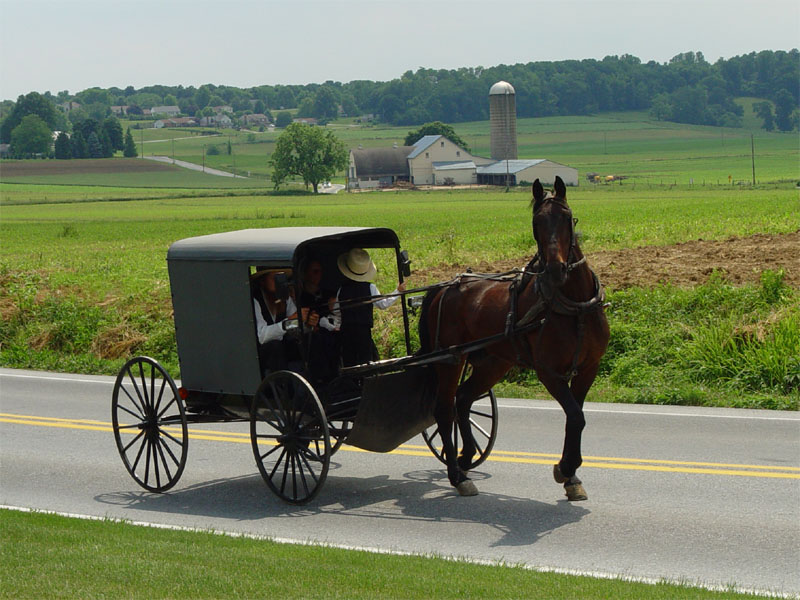
يظهر حصان ستاندرد بريد أيضًا خارج المضمار، حيث يجر هنا عربة لطائفة الأميش.

من بين أهم سباقات الخيول الخببية في أمريكا الشمالية بيتر هاوتون ميموريال (Peter Haughton Memorial) للخيول البالغة من العمر عامين وسباق الخيول الخببية العالمي (World Trotting Derby) ويونكر تروت (Yonkers Trot) وهامبليتونيان (Hambletonian) وسباق كنتاكي فيوتشريتي (Kentucky Futurity) للخيول البالغة من العمر ثلاثة أعوام. ويُشار إلى هامبليتونيان أحيانًا باسم «سباق كنتاكي لعربات الخيول» (Kentucky Derby of Harness Racing). يتكون الكأس الثلاثي لسباق الخيول الخببية (Trotting Triple Crown) من سباقات يونكر تروت وهامبليتونيان ستيك وكنتاكي فيوتشريتي.
ومن بين أهم سباقات الخيول العداءة في أمريكا الشمالية سباقات وودرو ويلسون (Woodrow Wilson) ومترو ستيك (Metro Stake) للخيول البالغة من العمر عامين وليتل براون جاج (Little Brown Jug) وسباق ميدولاندز (Meadowlands Pace) وكأس أمريكا الشمالية (North America Cup) وسباق أدويس (Adios Pace) للخيول البالغة من العمر ثلاثة أعوام. وتشكل سباقات ليتل براون جاج وماسنجر ستيك (Messenger Stakes) وكين بيس (Cane Pace) مجتمعة الكأس الثلاثي لسباق عربات الخيول العداءة (Pacing Triple Crown). وتشمل أهم السباقات في أستراليا ونيوزيلندا كأس نيوزيلندا لسباق الخيول الخببية (New Zealand Trotting Cup) وميريكل مايل (Miracle Mile) وسلسلة إنتر دومينيون (Inter Dominion).
في عام 1968، أصبح الفرس النيوزيلندي الكستنائي كارديجان باي (Cardigan Bay) أول حصان من سلالة ستاندرد بريد يفوز بجائزة قدرها مليون دولار أمريكي وتاسع حصان يحصد هذه الجائزة على مستوى العالم (الأحصنة الثماني الأولى كانت من سلالة ثوروبريد). وحقق هذا الحصان شهرة في الولايات المتحدة وظهر مع ستانلي دانسر (Stanley Dancer) في برنامج إيد سوليفان شو (The Ed Sullivan Show) كـ«حصان يساوي مليون دولار».
كما تُستخدم خيول ستاندرد بريد في عروض الفروسية وركوب الخيل الترفيهي. وكذلك تشتهر هذه الخيول كخيول لجر العربات الخفيفة الخاصة بأفراد طائفة الأميش الذين يتجنبون استخدام المركبات التي تعمل بالمحركات. ويجد الكثير من خيول ستاندرد بريد المتقاعدة وظيفة أخرى خارج مضمار السباق بمساعدة المؤسسات المتخصصة المختلفة مثل مؤسسة خيول ستاندرد بريد الترفيهية (Standardbred Pleasure Horse Organization).
وتجيد هذه السلالة القفز، مما يجعلها مناسبة للتخصصات التي تؤديها الخيول الرياضية وهي جلسة الصيد وقفز الحواجز والصيد أثناء قفز الحواجز ومسابقات الفروسية. كما تشارك هذه السلالة في ترويض الخيول للقفز، وتؤهلها طباعها الممتازة لأن تصبح خيولاً جيدة للركوب في مسارات وكخيول مزارع. علاوة على ذلك، وبسبب الصفات الوراثية لهذه السلالة، يمكن أيضًا تشجيعها وتدريبها على أداء مشيات الرهو الرشيقة، والخطوات الخببية بشكل ملحوظ. ويزيد عدد خيول ستاندرد بريد التي تسير بطريقة العدو المتمهل بشكل ثابت في الولايات المتحدة مع تخصيص بعض مزارع الفحول لتربية الخيول التي تتسم بهذه الصفات.

## اقتباسات
1. ↑  The Stallion Place Retrieved 2010-2-8 نسخة محفوظة 28 مارس 2012 على موقع واي باك مشين.
2. ↑  Lynghaug Official Horse Breed Standards Guide p. 322
3. ↑  Andersson، Lisa (29). "Mutations in DMRT3 affect locomotion in horses and spinal circuit function in mice". Nature. ج. 488 ع. 7413: 642–646. مؤرشف من الأصل في 2017-07-21. {{استشهاد بدورية محكمة}}: تحقق من التاريخ في: |تاريخ= (مساعدة) والوسيط author-name-list parameters تكرر أكثر من مرة (مساعدة)
4. ↑  Inter Dominion Championships Retrieved 2010-2-22 نسخة محفوظة 25 فبراير 2017 على موقع واي باك مشين.

4.Encyclopedia of Horses by Debby Sly

## وصلات خارجية
- USTA breed information and versatility program
- Introduction and Terminology
- The Greatest Sires